# Francesco Manuel Bongiorno
Francisco Manuel Bongiorno (Regio de Calabria, 1 de septiembre de 1990) es un ciclista italiano.

## Palmarés
2010 (como amateur)
- Ruota d'Oro
- Coppa Placci

2012
- 1 etapa de la Toscana-Terra di ciclismo-Coppa delle Nazioni
- Gran Premio Palio del Recioto

2014
- 1 etapa del Tour de Eslovenia

2017
- Tour de Albania, más 1 etapa

## Resultados en Grandes Vueltas
| Carrera | Carrera         | 2013 | 2014 | 2015 | 2016  | 2017 | 2018 | 2019 | 2020 |
| ------- | --------------- | ---- | ---- | ---- | ----- | ---- | ---- | ---- | ---- |
|         | Giro de Italia  | 71.º | 59.º | 60.º | 109.º | —    | —    | —    | —    |
|         | Tour de Francia | —    | —    | —    | —     | —    | —    | —    | —    |
|         | Vuelta a España | —    | —    | —    | —     | —    | —    | —    | —    |

—: no participa

Ab.: abandono